# Renato Ogawa
José Renato Ogawa Rodrigues (Barcarena, 20 de julho de 1970), mais conhecido como Renato Ogawa, é um economista e político brasileiro, filiado ao Progressistas (PP), do qual é presidente estadual. Foi deputado estadual do Pará, vereador, presidente da Câmara Municipal e vice-prefeito de Barcarena. Atualmente é prefeito do município.